# Tulpa
Pour l’article homonyme, voir Tulpa.
Un Tulpa (en tibétain སྤྲུལ་པ, en sanskrit निर्मित, en hindi निर्माण) est, selon le bouddhisme tibétain, une entité spirituelle créée par la force de la volonté de son invocateur et forcée à se manifester dans le monde physique. Dans ses livres sur le Tibet, Alexandra David-Néel prétend avoir réussi à en invoquer un ayant la forme d'un moine enjoué mais elle dut le détruire car, une fois empli de suffisamment de vitalité, le tulpa a tendance à échapper au contrôle de son créateur.
Le mot signifie littéralement « forme de pensée » en sanscrit. Le concept émergea il y a longtemps en Asie, et s’inscrivait naturellement dans les longues sessions de méditation des moines tibétains. Un tulpa est une forme de conscience autonome et indépendante, modelée à partir de la simple volonté psychique. Elle possède les mêmes capacités intellectuelles que son hôte (créateur) ainsi que les mêmes possibilités que lui à penser, raisonner, croire, espérer et percevoir le monde.

## Pratique moderne
Depuis presque une dizaine d'années, une sous-culture s'est formée sur Internet dont les adeptes créent des entités conscientes et indépendantes de leur hôte, entités qui communiquent avec ce dernier par l'intermédiaire de perceptions subjectives, qu'ils appellent "tulpae". La plupart d'entre eux ne l'expliquent pas par des phénomènes surnaturels. Il existe des sites regroupant les adeptes de cette pratique,,,.

## Dans la culture populaire
Dans l'émission de jeu de rôle sur table Game of Rôles, les tulpas sont des créatures polymorphes à la solde d'un dieu maléfique.
Dans X-Files, les épisodes Bienvenue en Arcadie et Esprit Vengeur mettent en scène des tulpas,.
Dans Supernatural, l'épisode 7 de la saison 10 évoque les tulpas. 
En 2024, dans son album La Fin Absolue Du Monde, Code: Pandorum publie le morceau Tulpa.
Dans Fairy Tail, la quête des 100 ans. Lorsque Natsu combat Reis, le spectre, il sort de son corps et devient un Tulpa. 